# Szövőgép

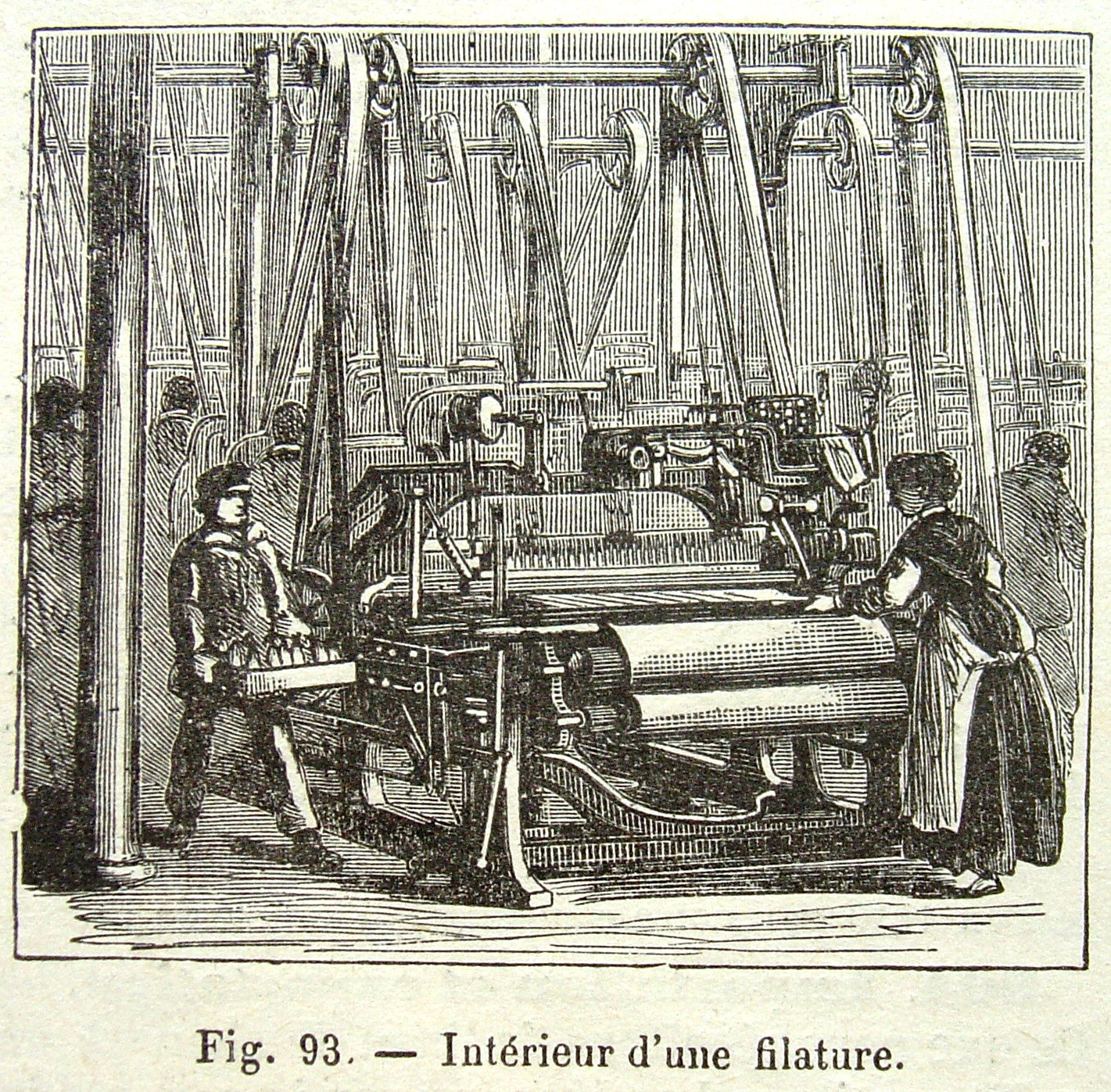
Ilyen volt egy szövöde a 19. században és talán még a 20. század első éveiben is

A szövőgép a textilipar egyik legfontosabb kelmeképző gépe. A textilipari szaknyelvben általánosan „kelméknek” nevezett, lapszerű termékeket különböző technológiákkal (szövéssel, kötéssel, fonatolással, csipkekészítő technikákkal, nemszőttkelme-készítő eljárásokkal) állítják elő, ezek közül a szövőgép a szövetek előállítására szolgál.
A szövőgép a 18. századi ipari forradalom terméke. Noha a szövés művelete már azt megelőzően is évezredek óta ismert volt – eredetét a régészeti kutatások az i. e. 9.–8. évezredre teszik –, gépesített megoldására csak a technikai fejlődés magasabb fokán volt lehetőség.
A ma használatos szövőgépek működési alapelve megegyezik, de – különösen a vetülékbevitel szempontjából – alapvető különbségek lehetnek köztük. Eszerint megkülönböztetnek
- vetélős szövőgépeket és
- vetélő nélküli szövőgépeket, amelyek ismét több csoportba sorolhatók:

– fogóvetélős (mikrovetélős),
– vetülékvivős (ragadókaros) és
– fúvókás (légsugaras vagy vízsugaras) szövőgépek.
A leggyakrabban használt szövőgépek szakaszos működésűek, de emellett vannak folyamatos működésű sík- ill. körszövőgépek is.

## Történeti áttekintés

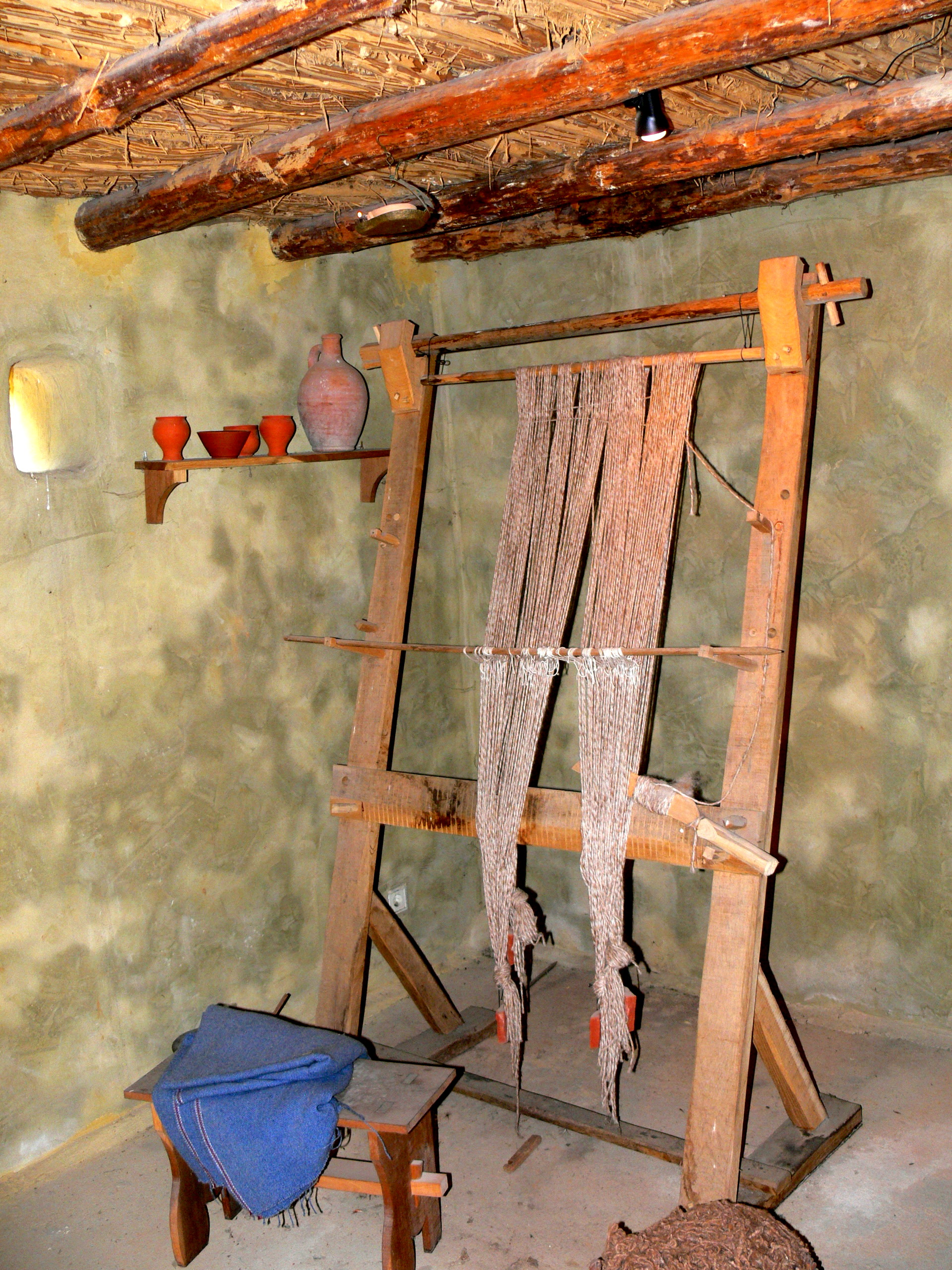
Ókori szövőállvány

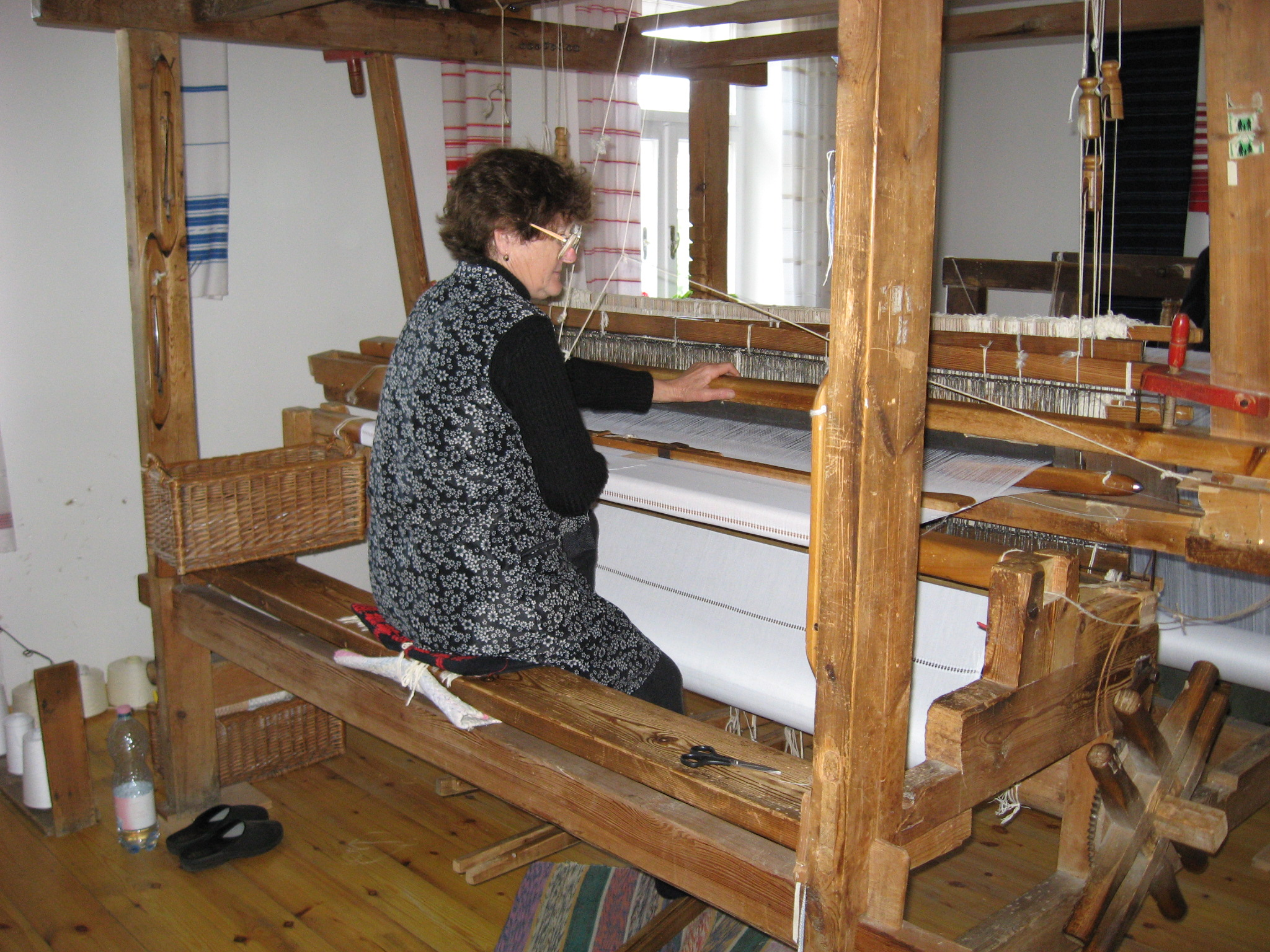
Szövőszék

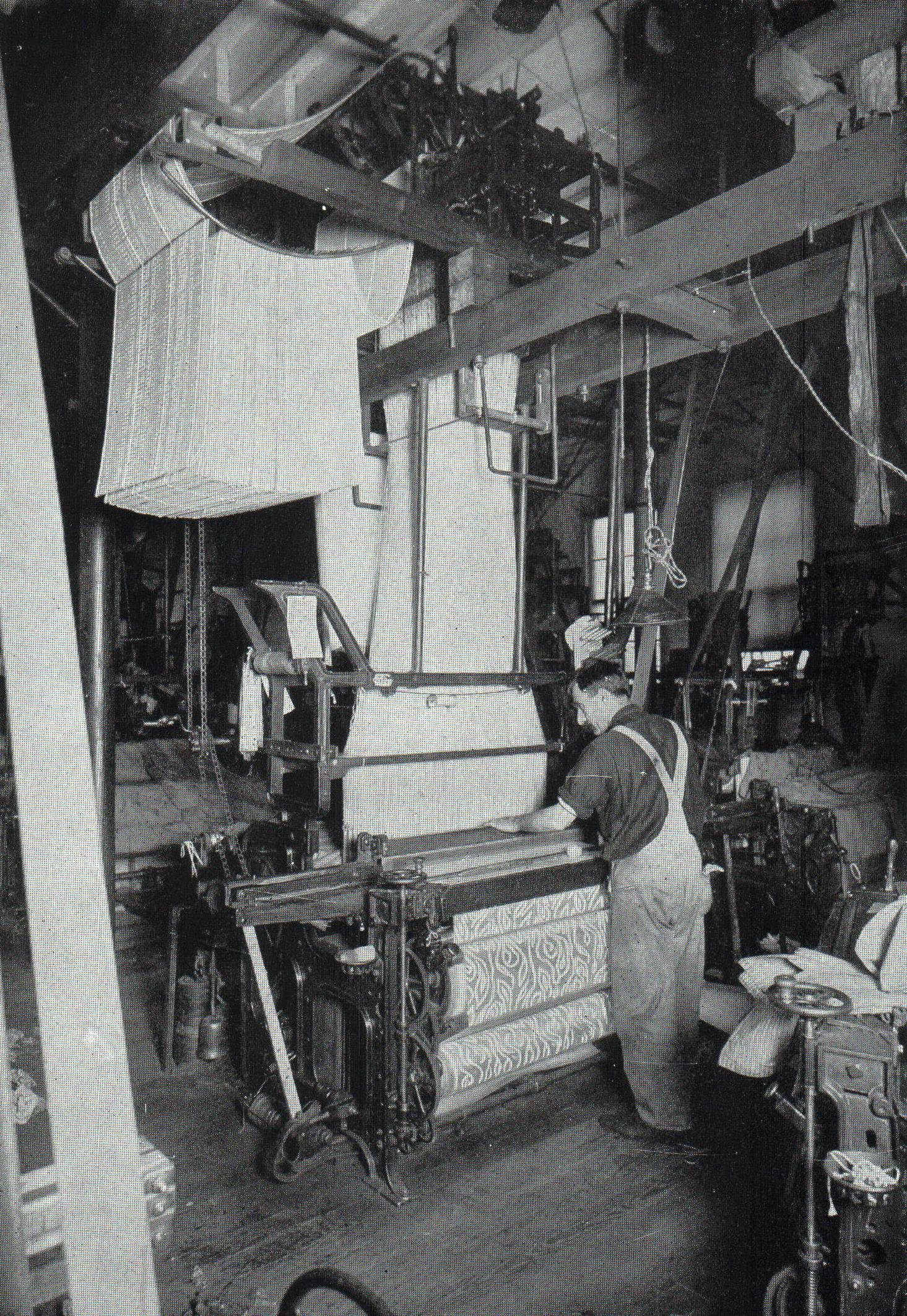
Jacquard-szövőgép a 20. század elejéről

A történelem előtti korokból, sőt még az ókorból is csak olyan eszközök, fakeretek – ún. szövőállványok – maradtak fenn, amelyeken a rájuk feszített hosszanti (ma láncfonalnak nevezett) fonalak között kézzel bújtatták át a keresztirányú (vetülék-)fonalat. (Lásd bővebben a szövet (textilipar) szócikkben.) A legrégebbi ilyen szövőállvány Egyiptomban került elő és eredetét i. e. 4400-ra teszik. A szövőállványok használata egyes ázsiai, távol-keleti, latin-amerikai népeknél ma sem ismeretlen.
A szövőszék már fejlettebb technika eredménye, amelynek első ábrázolását egy 12. századból származó kódexből ismerjük. A láncfonalak szétválasztását itt már nyüstkeretekkel végezték, amelyeket lábítókkal mozgattak, így hozva létre a szádnyílást, amelyen a vetülékfonalat kézzel vezették át.
A már nem emberi erővel működtetett, ún. mechanikai szövőgépre vonatkozó elképzelés 1678-ból maradt ránk, de ez a valóságban sosem készült el. 1733-ban találta fel John Kay azt az eszközt, a vetélőt, amelyet a benne elhelyezett vetülékfonallal együtt a szövő viszonylag nagy sebességgel tudott átjuttatni a szádnyíláson. Ehhez Kay kézzel működtetett átdobó szerkezetet is szerkesztett. Találmánya jelentős mértékben meggyorsította a szövetkészítést. A szövőszéket tehát teljes mértékben emberi erővel működtették és működtetik ma is háziipari vagy textilművészeti tevékenység keretében. Kézzel és lábbal működtették eredetileg a Joseph Marie Jacquard által 1805-ben feltalált mintázó berendezéssel ellátott szövőszéket is, amelynek előképei azonban már 1728-ból Jean Falcon ill. 1745-ből Jacques de Vaucanson találmányában is megjelentek.
A szövőgép alapjában véve az emberi erővel hajtott szövőszék gépesítésével jött létre. (Vaucanson azzal a gondolattal is foglalkozott, hogy a szövőgépet állati erővel, öszvérrel vagy lóval hajtsa meg.) A hajtás gépesítésére eleinte (a 18. században) vízenergiát használtak. Az első gőzgéppel hajtott szövőgépet Angliában, a 19. század elején helyezték üzembe. A villamos motorok elterjedésével erre természetesen már elektromos energiát használtak. Az első vetélős szövőgépet Edmund Cartwright szabadalmaztatta 1785-ben, vízzel hajtott modelljét 1788-ban mutatta be. A mechanikai szövőgépet 1790-ben alkalmazták először, az első üzemet azonban a kenyerüket féltő takácsok felgyújtották, lerombolták.
A vetélős szövőgép a 20. század közepéig egyeduralkodó volt. Ennek a technikának legnagyobb hátránya az, hogy a vetélő tömege sok ezerszerese annak a fonaltömegnek, amit nagy sebességgel át kell juttatnia a szádnyíláson, ami energetikailag rendkívül kedvezőtlen, és az ehhez szükséges szerkezet működése rendkívül zajos. Már a 19. század második felében is felvetődött a vetélő elhagyásának gondolata. Az első ilyen irányú szabadalmat 1866-ban nyújtották be, azonban ennek technikai megoldása akkor még nem volt lehetséges. A 20. század első feléből származnak a mikrovetélős, a ragadókaros, a víz- ill. légsugaras vetülékbevitelre vonatkozó szabadalmak. Ezeknek és a további megoldásoknak a fejlesztése és ipari hasznosítása a 20. század második felében gyorsult fel és napjainkban is tart. Ezekkel a berendezésekkel meg lehetett sokszorozni a hagyományos szövőgépek teljesítményét és egyúttal használatukkal a zajszint is jelentősen csökkenthető. Elterjedésüket az is ösztönözte, hogy a korábban csak szövéssel előállított termékeknek komoly versenytársat jelentettek a gyorsan fejlődő egyéb kelmeképző technikák, mindenekelőtt a kötés és a nemszőtt kelmék gyártása.

## A szövőgép felépítése és működése

A szövőgép elvi felépítése. – 1 Lánchenger törzs, 2 feltekercselt láncfonalak (1 és 2 együtt: lánchenger), 3 láncfonalak, 4 irányító henger, 5 fonalőrök, 6 nyüstszál a nyüstszemmel, 7 nyüstmozgató bütykös tárcsák, 8 lábítók, 9 csiga (sikoltyú), 10 bordaláda felső léce, 11 borda, 12 bordaláda, 13 bordaláb, 14 vetélő, 15 szövet, 16 melldorong, 17 szövethúzó henger, 18 szövethenger, 19 feltekercselt szövet, 20 főtengely, 21 forgattyúkar, 22 szádnyílás.

A szövőgépen a lánchengerre feltekercselt (szaknyelven: felvetett) fonalakat az irányító henger tereli a szövés síkjába. A fonalak áthaladnak egy őrszerkezeten – amely érzékeli, ha egy fonal elszakad és azonnal leállítja a gépet – és a nyüstökhöz kerülnek. Minden egyes láncfonalat egy külön nyüstszálon fűznek át és a nyüstszálakat keretekbe foglalják. A nyüstkereteket két csoportba osztják, amelyek  váltakozva emelkednek és süllyednek. Ezzel a nyüstszálakba fűzött fonalakat felemelik illetve lesüllyesztik, ezzel hozva létre a szádnyílást. A legegyszerűbb esetben, például vászonkötés készítésénél két nyüstkeretet használnak és az egymás melletti láncfonalakat felváltva fűzik az egyik illetve a másik nyüstkeret szálaiba. Ennek következtében amikor az egyik nyüstkeret felemelkedik és a másik lesüllyed, minden második láncfonal felfelé, a közbülső láncfonalak pedig lefelé mozdulnak ki a szövés síkjából. Bonyolultabb kötésű szöveteknél a nyüstszálakat több nyüstkeretben osztják szét és ezek a kívánt mintázatnak megfelelő, változó csoportosításban emelkednek ill. süllyednek. (Jacquard-szövőgépen a nyüstszálakat nem keretbe foglalják, hanem bizonyos csoportokban zsinórok végére erősítik, ezeknek a zsinóroknak a mozgását vezérli a jacquard-berendezés.) A nyüstszálakat elhagyva a fonalak egy borda nyílásain haladnak át. A bordát, amelyet a bordaládára erősítenek, sűrűn egymás mellé helyezett, párhuzamos lemezek alkotják, amelyek közein fűzik át a láncfonalakat. Feladata a láncfonalak rendezése a nyüstök és a szövetszél között, valamint a bevetett vetüléknek a szövetszélhez való szorítása. A bordaláda, összehangolva a nyüstkeretek fel-le mozgásával, a gép működése közben ütemesen előre-hátra mozog.

### Vetélős szövőgép
A felemelt ill. lesüllyesztett láncfonalak alkotta nyíláson, a szádnyíláson vezetik át a vetülékfonalat. A hagyományos szövőgépeken ehhez vetélőt használnak, amelyben csévén helyezik el a fonalat és a vetélőt nagy sebességgel átlökik a szövet egyik szélétől a másik szélére. A vetélő a bordaládán csúszik végig. Mozgását a szád kinyílásakor kezdi meg és át kell érnie, mielőtt a szád – a nyüstkeretek ellenkező irányú mozgása folytán – ismét záródna. Amikor a vetélő elhagyta a szádnyílást, a bordaláda előre lendül és a borda a szádon átfűzött vetülékfonalat a már elkészült szövet széléhez szorítja. Ezután a bordaláda visszatér hátsó helyzetébe. Az ily módon vetésenként folyamatosan gyarapodó szövetet a melldorongon átvezetve a szövethengerre tekercselik fel.
Míg a szövőszéken a vetélő indító sebességét egy kézi erővel működtetett szerkezettel adják meg és a bordaládát a másik kézzel húzzák előre ill. tolják hátra, a nyüstkereteket pedig lábpedálokkal mozgatják, vagyis minden mozgást emberi erővel hoznak létre, addig a szövőgépen – amit ezért kezdetben „mechanikai szövőgépnek” is neveztek – mindezt ma már villamos motorral és az ahhoz kapcsolódó mechanizmusokkal látják el.

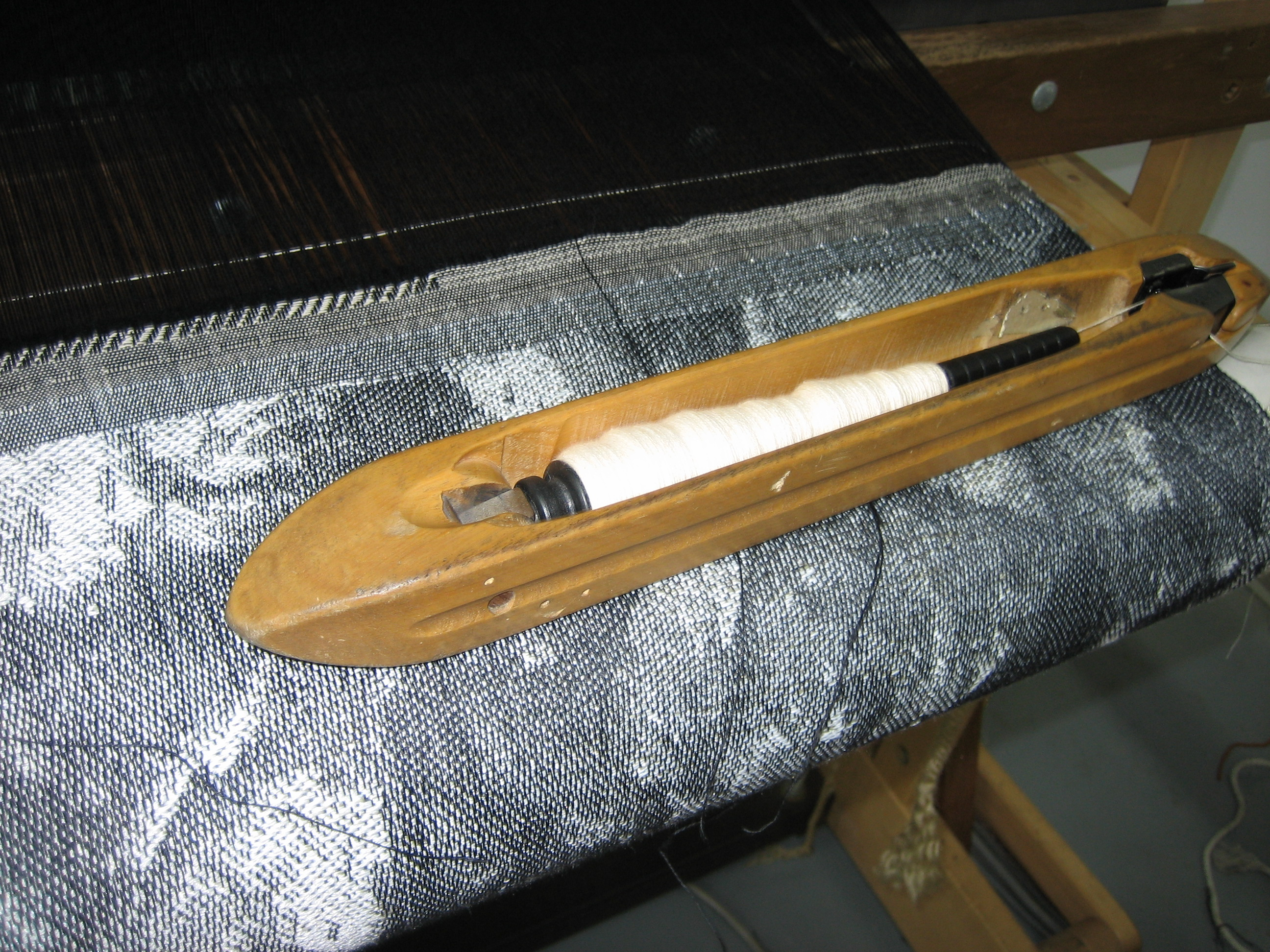
Hagyományos vetélő

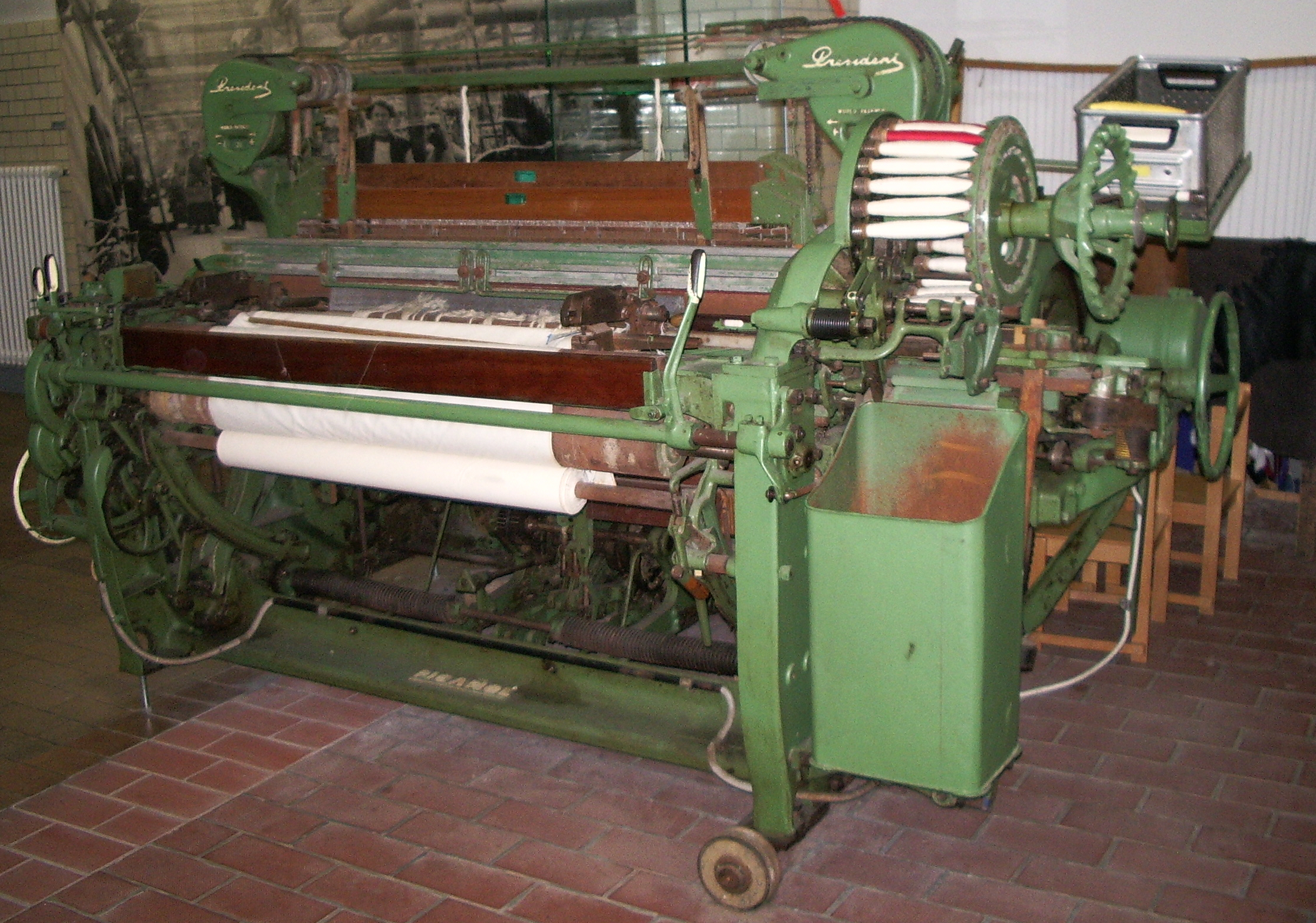
Cséveváltó automatával felszerelt vetélős szövőgép

A vetélő sima felületű, áramvonalas, csónak formájú test, amely magában foglalja a vetülékfonal-csévét is. Mivel a vetélőben csak viszonylag kis méretű cséve helyezhető el, gyakran kell cserélni. Az ún. automata cséveváltós szövőgépeken a vetülékfonal lefogyását a gép érzékeli és a csévecsere automatikusan, gépleállás nélkül megtörténik.
Mintás szövetek szövésénél gyakran van arra szükség, hogy különböző színű vagy anyagú vetülékfonalakat vessenek be meghatározott sorrendben. Ehhez az erre szolgáló szövőgépeket több vetélő befogadására alkalmas vetülékváltóval látják el, amelyből a különböző vetülékfonalakkal töltött vetélőket automatikusan a mintának megfelelő sorrendben indítják.
A hagyományos vetélős szövőgépeken a vetélőt nagy erejű ütéssel indítják, ez adja jellegzetes csattogó hangját. A vetélő a nehézségi gyorsulás mintegy 100–150-szeresének megfelelő 1000–1500 m/s² gyorsulással indul és nagyjából egyenletesen, 8–18 m/s sebességgel halad át a szádnyíláson, ahol hirtelen lefékeződik és ütközéssel megáll. Ez a folyamat ismétlődik a vetélő oda-vissza mozgásával a szövetképzés során.
A nyüstkeretek emelkedő-süllyedő mozgását a legegyszerűbb gépeken – ma már inkább csak a szövőszékeken – bütykös tárcsák és a hozzájuk kapcsolódó lábítók hozzák létre. A korszerűbb gépeken többcsuklós karos mechanizmusokból álló ún. „nyüstösgépeket” alkalmaznak, amelyek a nyüstkeretek fel-le mozgását kinematikailag jobban összehangolják a vetélő mozgásával és egyúttal minden vetés előtt a mintának megfelelően, előre programozható módon válogatják az emelendő ill. süllyesztendő nyüstöket. A legkorszerűbb gépeken a nyüstmozgás vezérlését már elektronikus berendezéssel, számítógéppel programozva látják el. A nyüstösgéppel a szövőgép más (vetülékváltó, szövetelhúzó, frottírhurok-képző stb.) szerkezetei is vezérelhetők.
A bordaládát a legegyszerűbb gépeken forgattyús mechanizmus lengeti előre-hátra. Korszerűbb gépeken négycsuklós vagy bütykös tárcsákkal vezérelt mechanizmus látja el ezt a feladatot, amelyek kinematikailag kedvezőbb viszonyokat teremtenek a különböző szerkezeti egységek működési összhangjának érdekében.

### Vetélő nélküli szövőgépek
A szövőgépek fejlesztése során az egyik fő szempont a szövőgép teljesítményének növelése volt, amit ma a percenként befektetett vetülékhosszal jellemeznek és vetülékbeviteli teljesítménynek neveznek. Ez az érték a gép szélességével és a percenként teljesített vetések számával van összefüggésben. Míg a vetélős szövőgépeken a vetülékbeviteli teljesítmény legfeljebb néhány száz m/min volt, addig ma, a vetélő nélküli szövőgépek bevezetésének köszönhetően elérheti az 1500–2000 m/min értéket is.
A hagyományos vetélő tömege – a szövőgép típusától függően, ami összefügg a gyártott szövettípussal és a felhasznált nyersanyaggal is – 300–1100 g. Hirtelen felgyorsítása nagy sebességre igen nagy energiát emészt fel, aminek java a túloldali lefékezésnél veszendőbe megy (hővé alakul), és korlátozza az elérhető áthaladási sebességet is. A fejlesztők célja e téren az volt, hogy csökkentsék a vetélő tömegét és ezzel a vetés energiaszükségletét, másrészt lehetővé tegyék nagyobb vetülékbeviteli sebesség elérését.

#### Fogóvetélős szövőgép

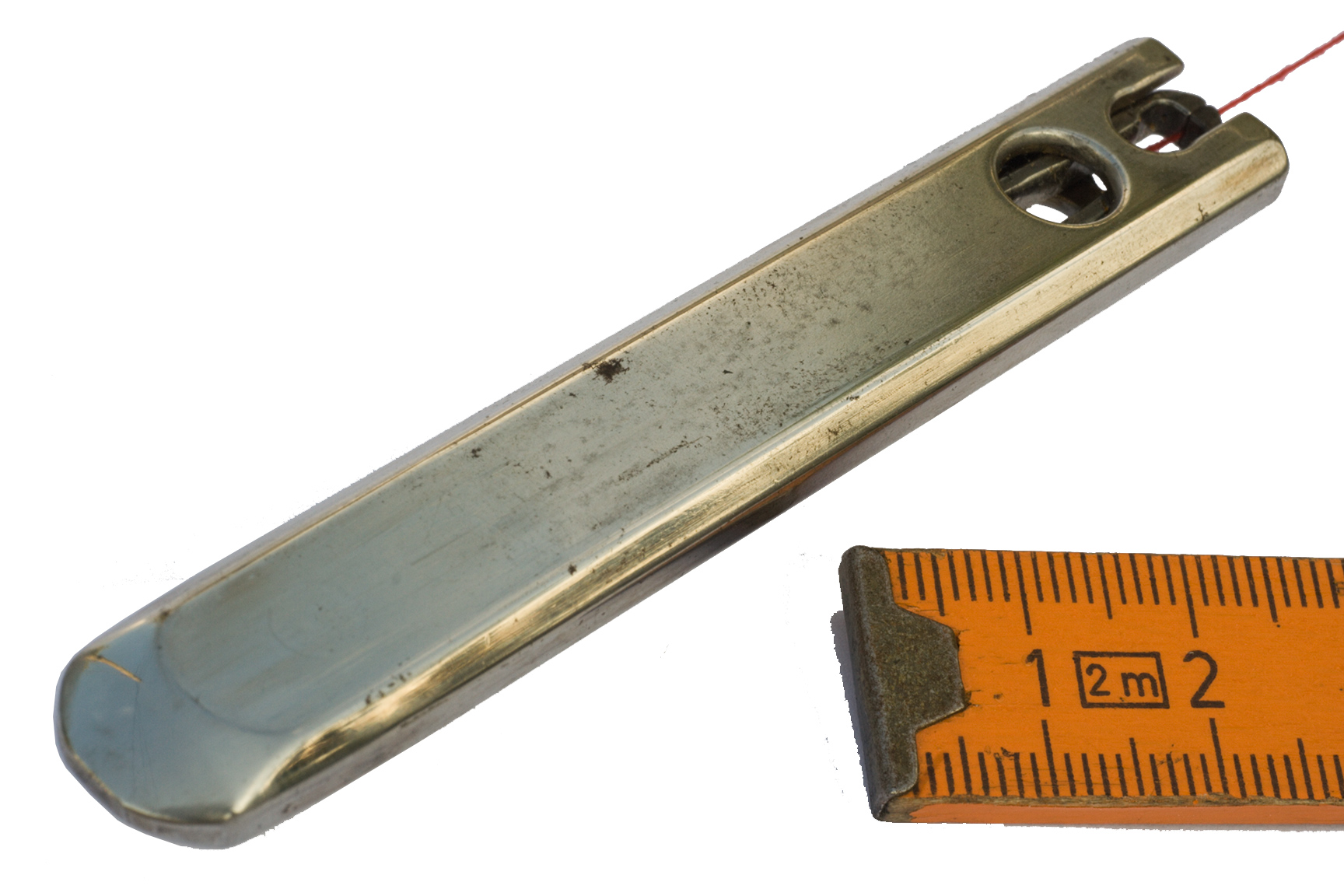
Mikrovetélő

A hagyományosnál kisebb méretű és vetülékfonal-csévét már nem tartalmazó ún. mikrovetélő első szabadalma K. Pastortól, 1911-ből származik, de csak az 1950-es évektől terjedt el, amikor a Sulzer cég megkezdte az ilyen gépek nagyüzemi gyártását. (Azóta természetesen számos más szövőgépgyár is előállít ilyen gépeket, és ebbe a körbe tartoznak a Magyarországon nagyon elterjedt, szovjet gyártmányú ún. SZTB szövőgépek is.) A csupán néhány centiméter hosszú, a hagyományos vetélőhöz képest mindössze tized akkora tömegű (40–60 g), acélból készült, lapos mikrovetélő a menetirány szerinti hátsó végén egy csipeszt tartalmaz, amely a vetélő indításakor megragadja és magával viszi az indító oldalon különálló csévéről lefejtett vetülékfonal végét. (Ezért ezt a vetélőt a korszerű terminológia fogóvetélőnek nevezi.) A túloldalra átérve a csipesz kinyílik és elengedi a fonalat, amelyet az induló oldalon a szövet szélénél elvágnak. Így a következő mikrovetélő (fogóvetélő) ismét fonalvéget csiptethet be. Ezeken a gépeken tehát a vetélők csak egy irányban haladnak át a szádnyíláson és több vetélő követi egymást. Az érkező oldalról a szövetsík alatt szállítólánc viszi vissza a vetélőket az indító oldalra. A gépeken a bordaszélességtől függően 10–20 mikrovetélőt alkalmaznak. A mikrovetélőt torziós rugóval, mintegy 5000–6000 m/s² gyorsulással indítják és az 20–25 m/s sebességgel halad át a szádnyíláson, ami tehát kisebb energiaráfordítás és jelentősen csökkentet zajhatás mellett is jóval meghaladja a hagyományos vetélővel elérhető sebességet.

#### Vetülékvivős szövőgép

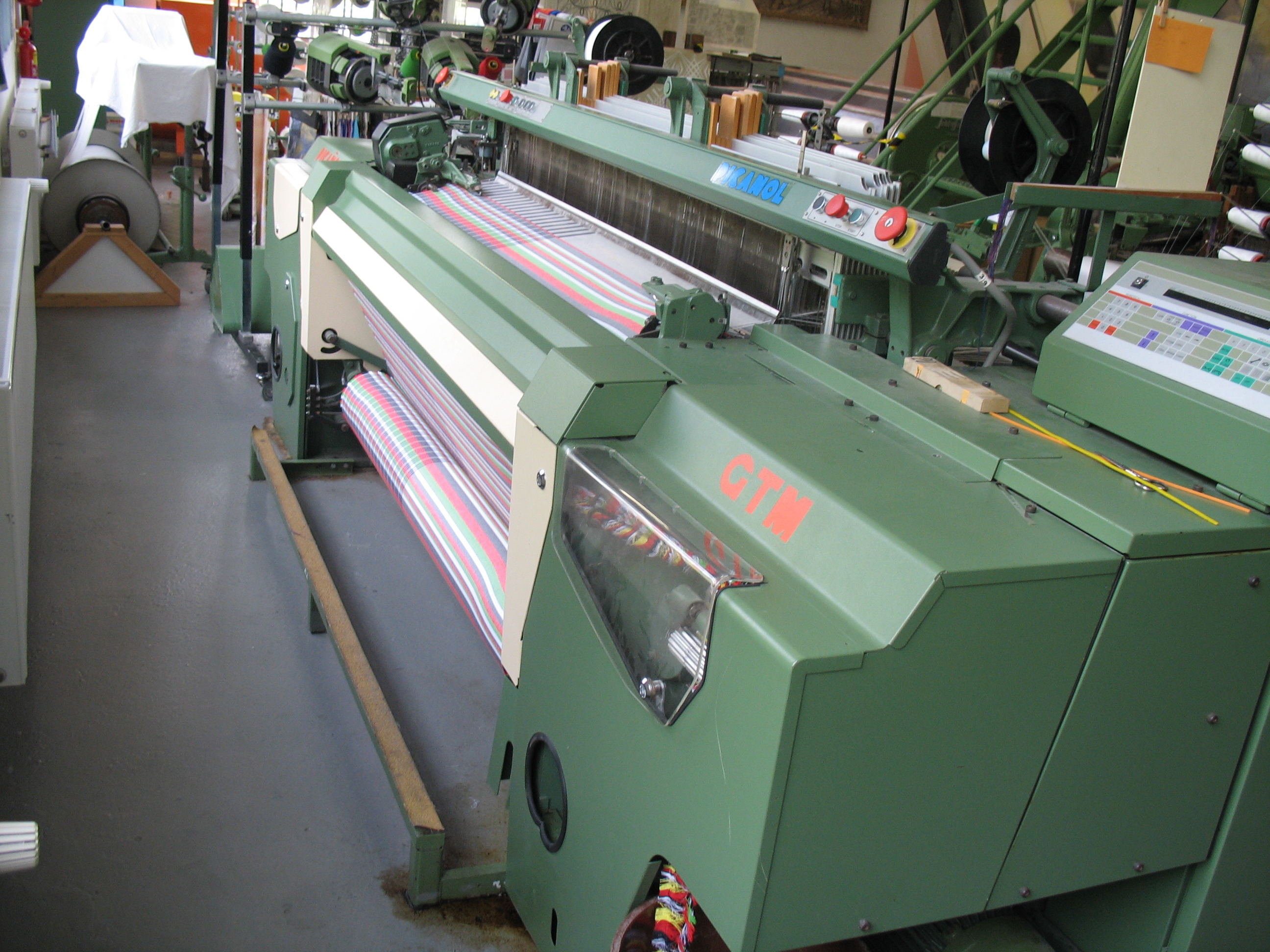
Vetülékvivős szövőgép

A ma használt vetülékvivős szövőgép szabadalmát 1930-ban R. Dewas nyújtotta be. Ezeken a gépeken a gépen kívül elhelyezett csévéről lehúzott vetülékfonalat fogófej viszi be a szádnyílásba. A konstrukciótól függően többféle megoldás ismert. A legelterjedtebb Dewas-féle vetülékbevitelnél a fonal végét egy csiptető a szádnyílás középéig viszi be, itt a túloldalról benyúló fogófej veszi át és húzza ki a fonalat, mialatt az átadó csipesz visszatér eredeti helyzetébe. A beviteli oldalon a fonalat elvágják, hogy a következő vetésnél a csiptető ismét fonalvéget foghasson be. A fogófejeket különböző módokon lehet mozgatni: vagy karok, vagy egy hajlékony szalag végén helyezkednek el. Ezek a gépek – a típustól és a munkaszélességől függően – percenként 170–360, a legújabb típusok 500–700 vetésre, 30–40 m/s vetüléksebességre alkalmasak. A vetülékbeviteli teljesítmény elérheti az 1000–1500 m/min-t is.

#### Fúvókás szövőgépek

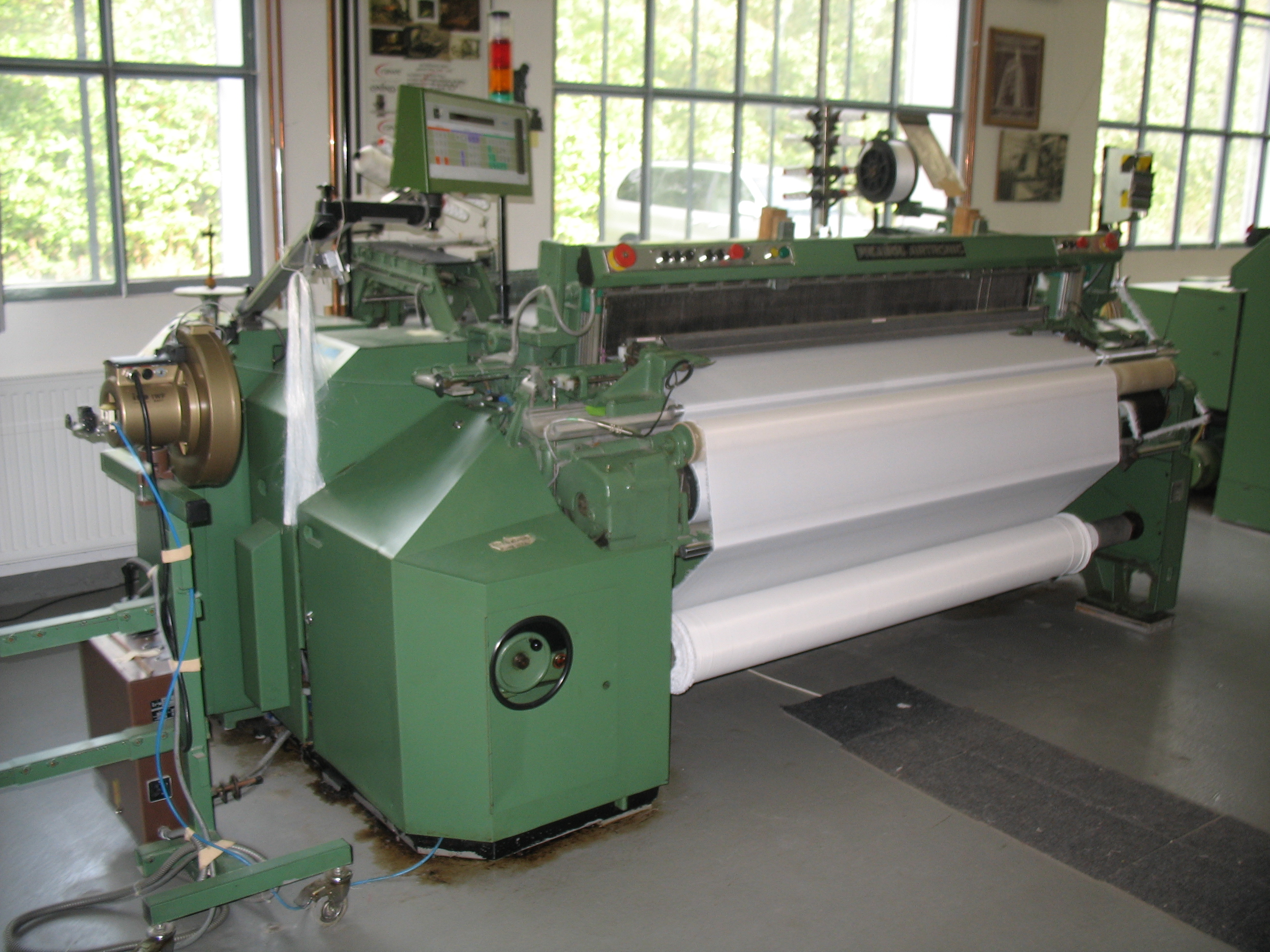
Légsugaras szövőgép

- Légsugaras szövőgépek. A légsugaras szövőgépeken a vetülékfonalat nagy sebességű légáram viszi át a szádnyíláson. Ezt a megoldást 1946-ban szabadalmaztatta a svéd Maxbo cég. A külső csévéről lefejtett vetülékfonal indítását a bordaládával együtt lengő főfúvókával végzik, a szükséges folyamatos, 60–100 m/s sebességű légáramlást a bordaládában kialakított segédfúvókák tartják fenn. A vetülékbeviteli teljesítmény a géptípustól függően 850–1400 m/s.
- Vízsugaras szövőgépek. A vízsugaras szövőgépeken a vetüléket a fúvókából 40–100 m/s sebességgel kilépő vízsugárral vezetik át a szádnyíláson. Ezek a gépek a csak szintetikus filamentfonalakból készült bélésszövetek gyártására a legalkalmasabbak, amelyek tulajdonságait a víz jelenléte nem befolyásolja. A géptípustól és a bordaszélességtől függően 400–650/min vetésszámmal működő vízsugaras szövőgépeken 700–1300 m/min vetülékbeviteli teljesítmény érhető el.

#### Folyamatos működésű szövőgépek
Az előzőekben ismertetett szakaszos működésű szövőgépekkel szemben, amelyeken a vetülékbevivő elemnek gépfordulatonként általában teljes munkaszélességű utat kell megtennie, a folyamatos működésű szövőgépeken az ún. többfázisú, hullámszádas szövés elvét valósítják meg. Ezeken a gépeken a szövési ciklus egyes fázisai (szádképzés, vetülékbevitel, vetülékbeszorítás) egyidejűleg valósulnak meg. Az erre irányuló fejlesztések 1901-ben kezdődtek, de csak 1920-ban jelent meg az első ilyen gép. Azóta több gépgyár is berendezkedett már ilyen gépek gyártására.

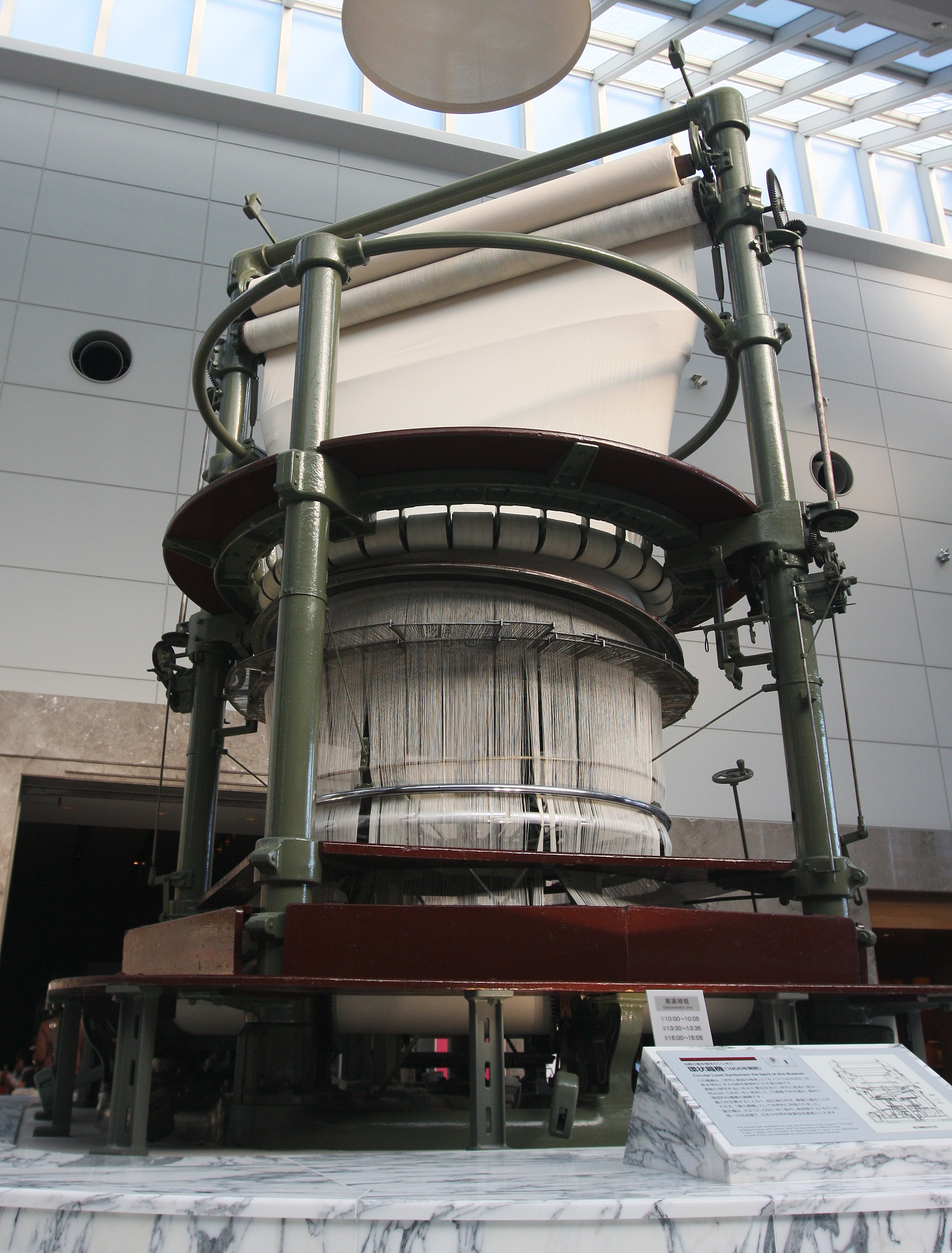
Körszövőgép

A vetülékirányban hullámzó szádas síkszövőgépeken a láncfonalak meghatározott csoportjai a gép szélessége mentén több, 100–200 mm szélességű szádnyílást hoznak létre, amelyeken egy-egy vetülékhordozó halad át és mindegyik magával visz egy-egy vetülékfonal-szakaszt. A vetülékhordozókat mechanikus úton (pl. görgőkkel) vagy haladó mágneses térrel mozgatják, sebességük 1–2 m/s. A vetülékfonalaknak a szövetszélhez szorítása sem egyszerre történik meg, hanem ugyanígy szakaszosan. Ehhez forgó vagy hullámzó mozgású bordakonstrukció szükséges. Ezeken a gépeken 1200–2000 m/min vetülékbeviteli teljesítmény érhető el.
A szintén hullámszádas elven működő körszövőgép is folyamatos működésű. A több lánchengerre elosztott, vagy külön-külön csévékről bevezetett láncfonalakat is egy kör mentén fűzik be a szövőgyűrűbe. A vetülékhordozók hosszabb időszakra elegendő vetülékfonalat tárolnak és körpályán mozognak az itt is hullámzó szádnyílásokban. Ezeken a gépeken cső alakú szövetet készítenek, zsákok, különböző rendeltetésű tömlők céljára.

## A szövőgépek alkalmazása és jelentősége
Bár a textilipar többféle kelmeképző eljárást is használ, a szövés szerepe ezek között változatlanul igen nagy. A szöveteknek a mindennapi ruházati, a munka- ill. védőruházati cikkeken, valamint a háztartási és lakástextil termékeken kívül nagyon sokféle ipari, mezőgazdasági és egészségügyi, gyógyászati alkalmazása terjedt el; ezen belül a műszaki szövetek jelentősége különösen növekszik. A sokféle alkalmazási terület, részben a felhasznált nyersanyagok sokféleségével is párhuzamosan, a szövőgép-konstrukciók széles választékát hozta létre.
A különböző szövőgép-típusok különböznek egymástól, elsősorban
- a vetülékbevitel módja,
- a mintázó képesség,
- a gyártható szövetszerkezet,
- a gépeken feldolgozható nyersanyag,
- a szövet felhasználási célja

szempontjából. Emellett a szöveteket különböző szélességekben gyártják, ami a néhány centiméter széles szalagoktól a több tíz métert is meghaladó szélességű műszaki szövetekig terjed és ennek megfelelően készülnek a szövőgépek is a legkülönbözőbb bordaszélességekkel.
A hagyományos szövőgépek sokoldalúan használhatók fel, sokféle típusú és mintázatú szövet gyártására alkalmasak. Mégis, a feldolgozott nyersanyagok (pamut, gyapjú, selyem, valamilyen rostszál stb.) és a belőlük készült fonalak sajátosságainak megfelelően kialakultak az ezeknek megfelelő szövőgép konstrukciók. Hasonlóképpen, egyes jellegzetes szövettípusok gyártásához (frottír, plüss, szőnyeg, szalag, drótháló stb.) is speciális szövőgépeket szerkesztettek. Ezeknek a változatoknak a működési elve mind a fentebb ismertetett alapokra vezethető vissza, de sok esetben mégis célgépekről van szó.
A korszerű szövőgépek vezérlését igen magas színvonalú elektronikus berendezések látják el. A textilgépek általában fontos szerepet játszottak a mechanizmusok, az automatizálás, a vezérlés- és szabályozástechnika, a szerkezeti anyagok fejlődésében is.

## További képek

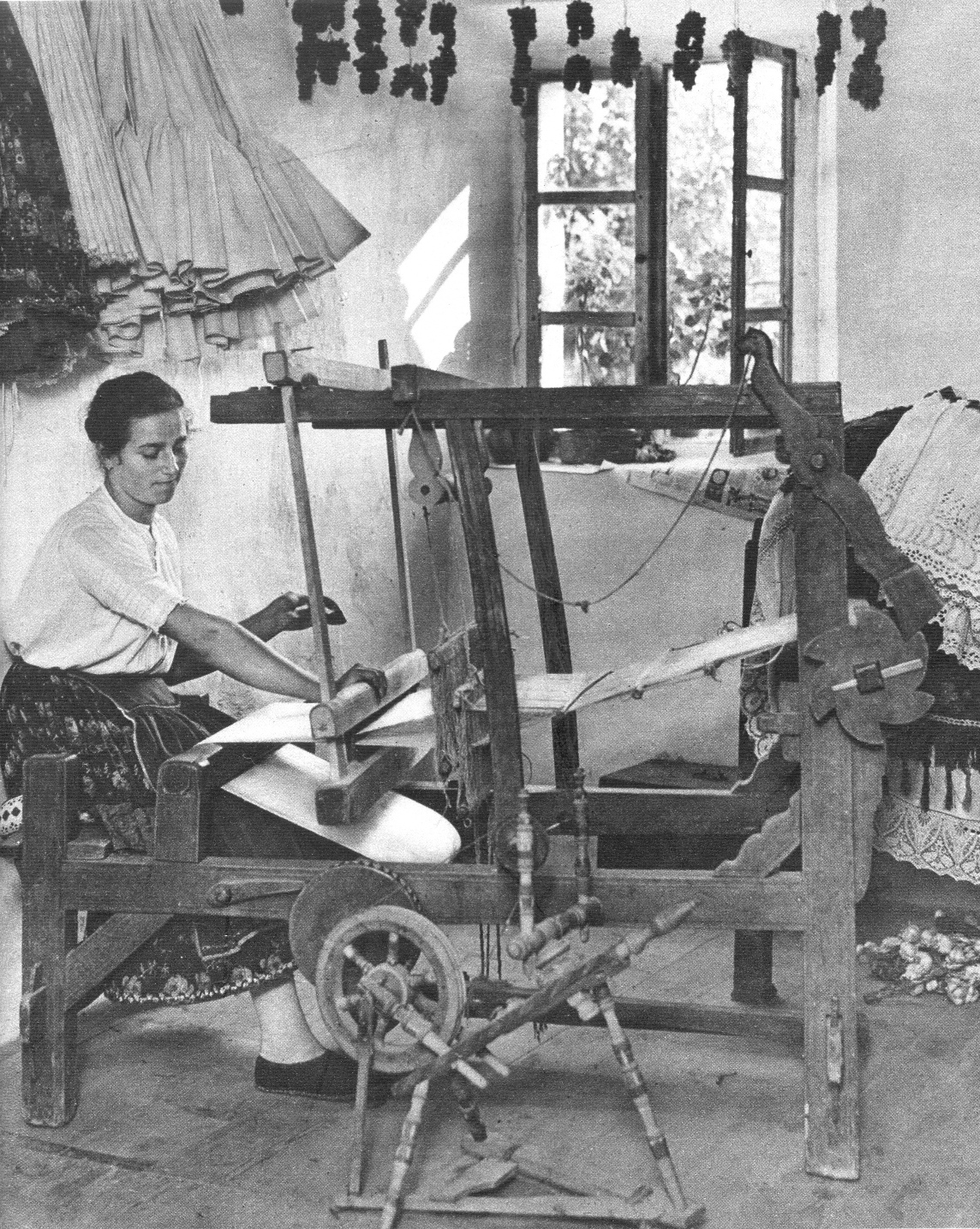
Falusi szövőszék
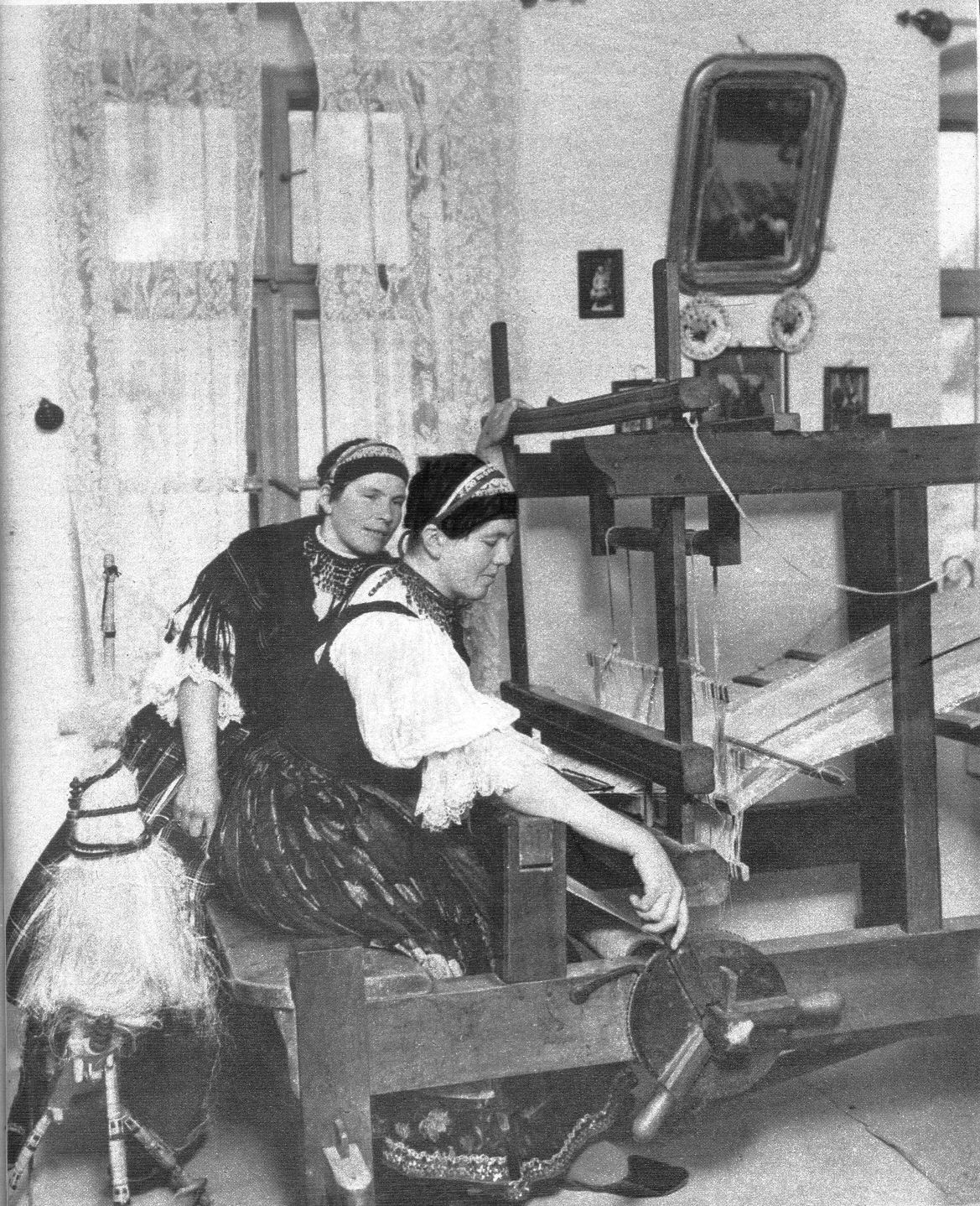
Tolnai menyecskék a szövőszéknél